# Georges Palante
Pour les articles homonymes, voir Palante.
Pour l’article ayant un titre homophone, voir Palente.
Georges Toussaint Léon Palante, né le 20 novembre 1862 à Blangy-les-Arras (Pas-de-Calais) et mort le 5 août 1925 à Hillion (Côtes-d'Armor), est un philosophe et sociologue français nietzschéen et libertaire.
Dans ses écrits, il critique le grégarisme ainsi que les dérives autoritaires du socialisme et du marxisme. Il pense que l’individu tient un rôle irremplaçable au sein des systèmes sociaux les plus complexes. Il défend un individualisme aristocratique, au sens étymologique du terme.

## Biographie
Georges Palante naît à Blangy-les-Arras, dans le Pas-de-Calais, le 20 novembre 1862. Son père, Émile Palante, alors comptable, et sa mère, Thérèse Tricot, sont tous deux originaires de Liège. Le grand frère de Palante, Émile, meurt alors qu'il n'a que cinq ans. Il étudie successivement au collège d'Arras, où il excelle en latin, puis au lycée Louis-le-Grand où il obtient son baccalauréat.
Il obtient une licence ès lettres à l'université de Douai. En 1885, il commence sa carrière de professeur de philosophie à Aurillac, où il rencontre sa future femme, Louise Genty, avec qui il se marie trois années plus tard et dont il a une fille en 1890, Germaine. Entre 1886 et 1888, il enseigne à Châteauroux. Il est reçu en 1888 à l'agrégation de philosophie.
Il se sépare de sa première femme en 1890 et est nommé au lycée de Saint-Brieuc, puis, dans les années qui suivent, à Valenciennes, La Rochelle, Niort. En 1893, il traduit un ouvrage de Theobald Ziegler et commence à publier des articles. En 1901, il publie son Précis de Sociologie, le premier en France, et qui sera vivement critiqué par Émile Durkheim. Il retourne en 1898 au lycée de Saint-Brieuc qu'il ne quittera plus jusqu'à la fin. Parallèlement, il accomplit son œuvre de philosophe, publiant des articles dans des revues et des essais. Il rassemble plusieurs de ses articles qu'il publie dans différents ouvrages : Combat pour l'individu (1904) et La Sensibilité individualiste (1909)
En 1907, il prépare une thèse de doctorat à la Sorbonne, dont la soutenance n'a jamais été autorisée. Il publie néanmoins cette dernière sous le titre Antinomies entre l'individu et la société en 1912, qu'il complète deux ans plus tard sous le titre Pessimisme et individualisme.
En 1908, il se présente aux élections municipales mais n'est pas élu. Il remplace Jules de Gaultier à la Revue Mercure de France, tenant ainsi, pendant 13 ans, la chronique philosophique. En 1913, paraît Les antinomies entre l'individu et la société. En 1916, il se lie d'amitié avec l'écrivain Louis Guilloux. Il épouse Louise Pierre en 1923 et prend sa retraite d'enseignant un an plus tard. Il se tire une balle dans la tempe le 5 août 1925.
Georges Palante s'est suicidé, pour des raisons non réellement déterminées, mais il était atteint d'acromégalie, découverte alors qu'il était étudiant : une maladie dégénérative grave, qui ne se soignait pas à l'époque, et qui lui rendait la vie de plus en plus douloureuse (en 1881, le conseil de révision le réforme, il subira une ablation des orteils en 1905).

## Pensée
Individualiste hors toute chapelle, il admire Nietzsche et très tôt s'intéresse aux travaux de Freud. Sa pensée se veut également critique vis-à-vis de l'instinct grégaire, qui oppresse et empêche les individus de se développer pleinement. Il ne s'oppose néanmoins pas à la société, et se cantonne à un constat. Sa philosophie ne cherche pas à détruire la société au profit de l'individu, mais à aider ce dernier à se construire. En sociologie, il s'opposa à la conception holiste de Durkheim.
Sa vision de l'individualisme se veut aristocratique (au sens étymologique), ce qui n'implique nulle conception politique élitiste. Palante part du constat qu'il existe des antinomies entre l'individu et la société, et que ces dernières ne peuvent en aucun cas être résolues. Pour autant, Palante ne condamne pas l'idée même de société, et il préfère opposer à cette dernière un combat que mènera chaque individu, afin d'éviter pour ces derniers de tomber dans les pièges que tend la société. Ainsi, sa vision de l'individualisme se veut constructiviste : il faut construire l'individu, afin de lui permettre de vivre au sein de la société, tout en évitant que cette dernière ne le broie. Ainsi, Palante se déclare « athée social », refusant tout utopisme, et condamnant fermement ce qu'il nomme « l'esprit grégaire » qu'il n'aura de cesse de pourfendre tout au long de sa carrière.

### Idées politiques
D'abord proche des thèses socialistes, et bien que critique vis-à-vis du socialisme d'État proposé par les marxistes, il s'éloigne de celles-ci par la suite (même si sa participation aux élections municipales de 1908 se fait sur une liste socialiste). Ayant nié l'étiquette d'anarchiste, ses idées sont néanmoins souvent considérées comme anarchisantes ou tout du moins, familières de celles des libertaires. Parfois également rapproché des libéraux, notamment pour sa définition de l'individu et de son opposition aux différentes entraves faites aux échanges, il s'y oppose néanmoins dans la mesure où l'être économique n'a pour lui rien de rationnel, étant donné l'importance des déterminismes sociaux à l'œuvre. Dans le domaine économique, il s'opposa également aux capitalistes recherchant le profit au détriment des plus démunis, et appelait à une « politique du ventre ».

## Postérité
Sa destinée posthume a été assurée par Louis Guilloux (qui fut un moment son ami intime, et qui fit intervenir son personnage dans plusieurs de ses romans, dont Le Sang noir), Jean Grenier (qui lui consacra un chapitre dans son ouvrage Les Grèves, et qui influença lui-même Albert Camus chez qui le nom de Palante apparaît dans une note de L'Homme révolté, et dont l'ouvrage La Chute est mâtiné de philosophie palantienne), André Gide qui plaça une citation de Palante prônant l'athéisme social extraite d'une chronique de décembre 1912 pour le Mercure de France en exergue des Caves du Vatican, Yves Prié qui réédite aux éditions Folle Avoine les trois grandes œuvres de Palante, et récemment Michel Onfray (son premier ouvrage est d'ailleurs entièrement consacré à Palante ; Physiologie de Georges Palante, portrait d’un nietzschéen de gauche).
Ses œuvres ont été rééditées récemment, d'abord quelques titres aux éditions Folle Avoine, puis ses Œuvres philosophiques quasi complètes chez Coda en 2004, préfacées par Michel Onfray.
En septembre 2006, a paru aux éditions Coda le premier volume des Chroniques complètes - Le Mercure de France, 1911-1923, préfacé et annoté par Stéphane Beau. Le second volume a paru en janvier 2009 aux éditions Coda, toujours préfacé et annoté par Stéphane Beau : il contient les articles que Palante rédigea pour La Revue philosophique de 1895 à 1913, ainsi que des chroniques publiées dans d'autres journaux.

## Œuvres
- Précis de sociologie, Paris, Félix Alcan, coll. «Bibliothèque de philosophie contemporaine», 1901.
- Combat pour l’individu, Paris, Félix Alcan, coll. «Bibliothèque de philosophie contemporaine», 1904.
- La Sensibilité individualiste, Paris, Félix Alcan, coll. «Bibliothèque de philosophie contemporaine», 1909.
- La Philosophie du bovarysme, Jules de Gaultier, Paris, Mercure de France, 1912.
- Autour d’une thèse refusée en Sorbonne, Revue du Mercure de France, 1912.
- Les Antinomies entre l’individu et la société, Paris, Félix Alcan, coll. «Bibliothèque de philosophie contemporaine», 1913.
- Pessimisme et individualisme, Paris, Félix Alcan, coll. «Bibliothèque de philosophie contemporaine», 1914.
- Du nouveau en politique ! Des problèmes nouveaux ! Des partis nouveaux ! Des hommes nouveaux !, Duperret, 1919.

## Correspondances

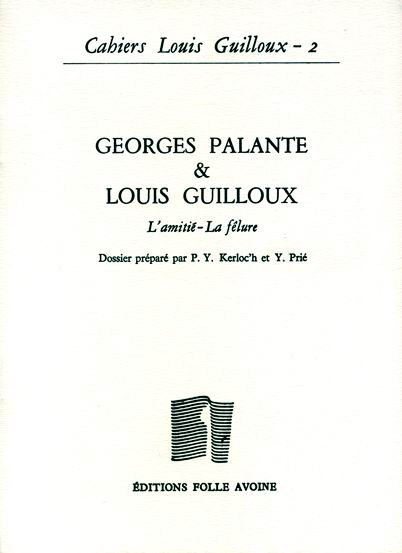
Correspondance G Palante - L. Guilloux

Georges Palante et Louis Guilloux, L'Amitié - La Fêlure, (1917-1921), "Cahiers Louis Guilloux[archive] no 2", Folle Avoine, 2009.

## Traduction
- La Question sociale est une question morale, Theobald Ziegler, traduit d'après la 4e édition allemande, Paris, Félix Alcan, coll. «Bibliothèque de philosophie contemporaine», 1893. Traduction et préface de Georges Palante.

### Sources
- Chronologie par Stéphane Beau.
- Politique de Georges Palante : un esprit libre dans la mêlée, article de Stéphane Beau.
- L'Éphéméride anarchiste : notice biographique.